# Jeu du Saint Sang
Pour les articles homonymes, voir Saint Sang.
Le Jeu du Saint Sang est une pièce de théâtre du dramaturge belge Joseph Boon. Les premières représentations eurent lieu à Bruges en 1938.
Le récit mêle des éléments de l'Évangile et des éléments légendaires.